# Carlos Buschini
Carlos "El Tero" Buschini (* 1964 in Despeñaderos) ist ein argentinischer Jazz- und Tango-Bassist.
Buschini studierte Gitarre, Bass und Kontrabass. Er lebt und arbeitete in Italien, Frankreich und Italien. Er trat mit Musikern wie Nicolas Folmer, Bojan Z, Juan Carlos Caceres, Daniel García, Laurent de Wilde, Gustavo Ovalles, Magic Malik, Daniel Mille, Luis Agudo und Tiiziane Ghiglione auf und arbeitete mit Gruppen wie den Los Angeles Negros, dem Horizon Quartet, Havana Mambo, Cantinho Brasileiro und Franco Mussidas Sinfonia Popolare per Mille Chitarre zusammen.
Zudem ist Buschini Gründungsmitglied von Córdoba Reunión (mit Javier Girotto, Gerardo Di Giusto und Minino Garay) und Gaia Cuatro (mit Gerardo Di Giusto, Aska Kaneko und Tomohiro Yahiro).

## Diskographie
- World Tango Project
- Madre Tierra
- Julien Lourau: The Rise
- Horizon Quartet: Azul
- Sergio Lavia: Historias del sur del mundo
- Henri Olama: Nlo Dzobo
- Henri Olama: Akongo
- Nevo Tango
- Tangando
- Musica de los Andes
- Havana Mambo: Havana Mambo Night
- Tango Bar
- Tango Negro Trio
- Murga Argentina
- Gaia Quartet: Japan Tour ", Gaia Quartet,
- Ariel Prat: Los Transplantados de Madrid
- Gaia Coutro
- Gaia Cuatro: Udin
- Gaia Cuatro: Haruka feat. Paulo Fresu